# Imperio Yap
El Imperio Yap fue una antigua talasocracia localizada en el oeste de las islas Carolinas, en la región norte del océano Pacífico de Micronesia, desde aproximadamente el siglo IX d. C. Hacia el año 950, Yap se convirtió en la sede del imperio cuando la aldea de Gatcheper, en el jefatura de Gagil (actual municipio de Gagil), estableció una amplia red de comercio marítimo y ejerció influencia socioeconómica y política sobre las islas vecinas situadas al este. Aunque pequeño e informal en comparación con otros imperios marítimos, en su apogeo el Imperio abarcó más de 1.300 kilómetros, desde las islas principales de Yap hasta partes del actual Estado de Chuuk. Coexistió con el Imperio Tuʻi Tonga en el Pacífico sur.

## Territorios

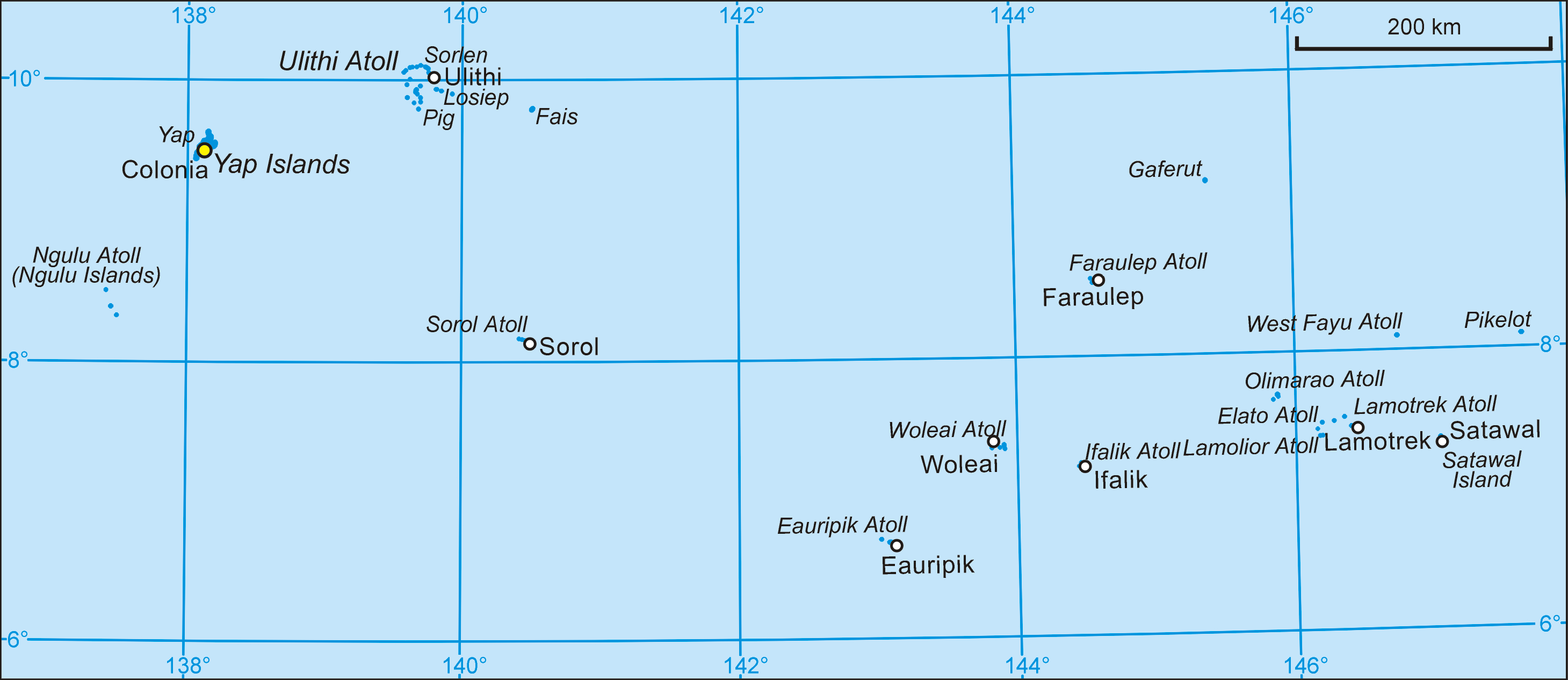
Mapa del actual Estado de Yap, que incluye las islas y atolones que formaban el antiguo Imperio yapés.

El Imperio cubría más de 1.300 kilómetros del Pacífico noroccidental e incluía numerosos archipiélagos e atolones coralinos de baja altitud. Comprendía tanto islas gobernantes como islas constituyentes.
| Grupo de islas                                         | Nombre de isla/atolón |
| ------------------------------------------------------ | --------------------- |
| Isla principal                                         | Isla de Yap           |
| Islas/atolones constituyentes (actual Estado de Yap)   | Ulithi                |
| Islas/atolones constituyentes (actual Estado de Yap)   | Fais                  |
| Islas/atolones constituyentes (actual Estado de Yap)   | Sorol                 |
| Islas/atolones constituyentes (actual Estado de Yap)   | Woleai                |
| Islas/atolones constituyentes (actual Estado de Yap)   | Eauripik              |
| Islas/atolones constituyentes (actual Estado de Yap)   | Ifalik                |
| Islas/atolones constituyentes (actual Estado de Yap)   | Elato                 |
| Islas/atolones constituyentes (actual Estado de Yap)   | Lamotrek              |
| Islas/atolones constituyentes (actual Estado de Yap)   | Satawal               |
| Islas/atolones constituyentes (actual Estado de Chuuk) | Puluwat               |
| Islas/atolones constituyentes (actual Estado de Chuuk) | Pulusuk               |
| Islas/atolones constituyentes (actual Estado de Chuuk) | Pulap                 |
| Islas/atolones constituyentes (actual Estado de Chuuk) | Namonuito             |

## Cultura

### Idiomas

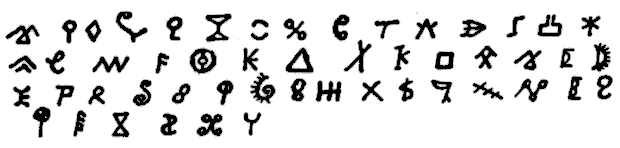
Escritura de Woleai.

En el Imperio se hablaban varios idiomas: yapés en las islas principales, y ulithiano, woleaiano, satawalés, nguluwan y puluwat en las islas y atolones constituyentes. 
La escritura de Woleai fue el único sistema de escritura indígena desarrollado en la región. Era un silabario utilizado en Woleai hasta mediados del siglo XX. Algunos caracteres derivaban de letras latinas, mientras que el origen de otros es desconocido. Lo utilizaban unas 1.600 personas.

### Religión
Antes de la llegada de las potencias coloniales occidentales, Yap y todas sus islas y atolones constituyentes practicaban religiones animistas tradicionales con diversos conjuntos de mitologías, costumbres y rituales. La mitología yapés guarda semejanza con la chuukesa, aunque se desconoce la dirección de difusión.

## Comercio y tributos

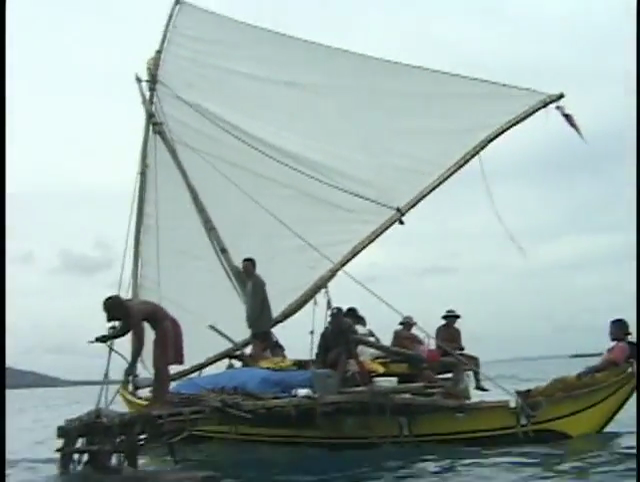
Canoa outrigger satawalesa moderna, similar a las usadas siglos atrás para entregar tributos a Gagil.

El Imperio mantenía un sistema de tributo llamado sawey. Este exigía la entrega periódica de pitigil tamol a los jefes de las aldeas de Wanyan y Gatchaper (este último, jefe supremo de Gagil). Los tributos, procedentes desde Namonuito hasta Ulithi y Yap, consistían en lavalava (bagiiy), esteras, conchas, cuerdas y aceite de coco. A cambio, los jefes y habitantes de Gagil entregaban ñames, bananas, batatas, bambú, pigmentos, vasijas y otros bienes ausentes en las islas bajas. La tradición atribuye el origen del sawey al mítico fundador yapés Yangolap.

## Gobierno

### Estructuras sociales tradicionales

#### Yap

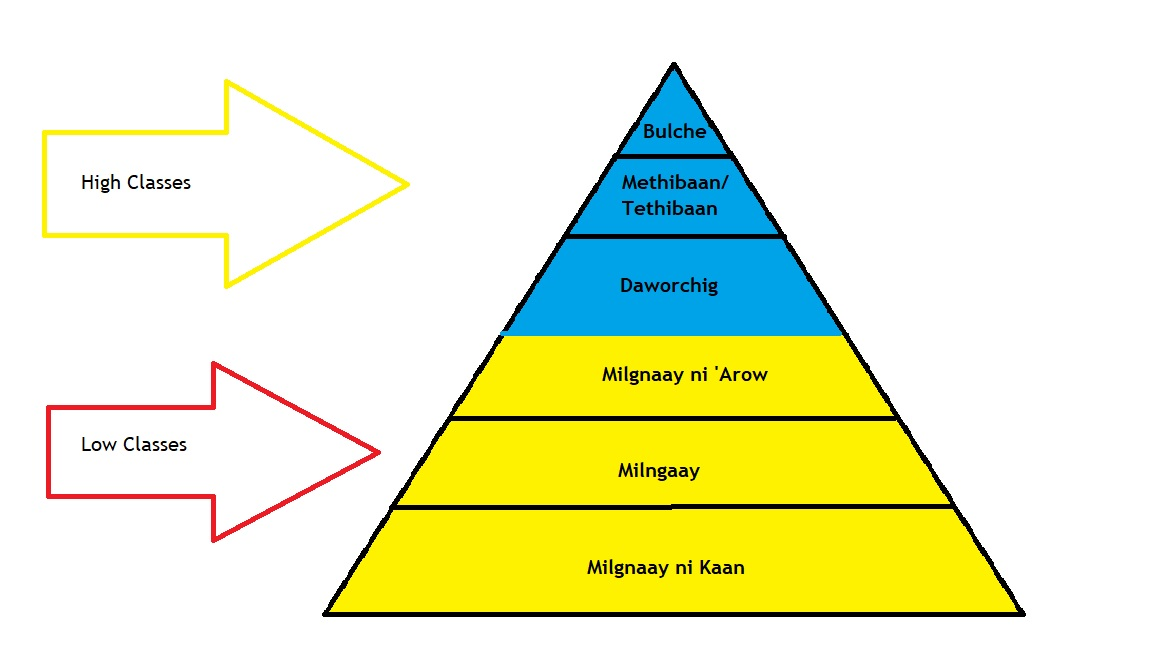
Sistema de castas yapés

La estructura sociopolítica yapés se basaba en la tenencia de la tierra, que determinaba la posición jerárquica de cada parcela y el rango social de sus habitantes. Las clases se dividían en dos grandes grupos: tabugul ("puros") y ta'ay ("impuros").
| División              | Rango | Nombre en yapés          | Traducción       |
| --------------------- | ----- | ------------------------ | ---------------- |
| Altas clases: Tabugul | 1     | Bulche' o ‘Ulun          | Jefes            |
| Altas clases: Tabugul | 2     | Methibaan o Tethibaan    | Señores y nobles |
| Altas clases: Tabugul | 3     | Daworchig                | Plebe            |
| Bajas clases: Ta'ay   | 4     | Milngaay ni 'Arow        | Siervos          |
| Bajas clases: Ta'ay   | 5     | Milgnaay                 | Siervos          |
| Bajas clases: Ta'ay   | 6     | Yagug o Milngaay ni Kaan | Siervos          |

Las aldeas poseían su propio rango dentro de la jefatura municipal, basado en victorias militares. Las de menor rango estaban subordinadas a las de rango superior y las guerras eran frecuentes, provocando cambios constantes en la jerarquía.

#### Yap y las islas vecinas
El Imperio yapés funcionaba como un sistema político supra-insular unido por el comercio y ceremonias. El sawey mantenía que las aldeas de Wanyan y Gatchaper ejercían soberanía sobre islas desde Ngulu hasta Ulithi y desde Fais hasta Namonuito. La relación era considerada similar a la de "padre e hijo", con Yap teniendo la obligación de asistir a los isleños exteriores.
Algunos investigadores sugieren que el Imperio se formó por conquista o "chantaje" mediante brujería y economía.
Las islas exteriores eran consideradas de castas bajas, por lo que incluso sus jefes tenían el mismo rango que siervos yapés y no podían casarse con yapeses.

#### Sayinike: Lamotrek y Satawal
Además del sawey, Lamotrek, Satawal y Elato mantenían un sistema de tributo local llamado ke ("anzuelo"). Lamotrek dominaba, y Satawal y Elato ofrecían tributos semestrales hasta la década de 1950.

## Declive
La administración estadounidense del Territorio en Fideicomiso de las Islas del Pacífico tras la Segunda Guerra Mundial tuvo dificultades para gobernar a través de las instituciones yapés debido a la falta de cooperación.
El avance del cristianismo, la educación moderna, el transporte japonés y estadounidense, y la prohibición de la navegación tradicional contribuyeron a la disolución del Imperio.